# Genealogie morálky
Genealogie morálky je polemický pozdní spis filosofa Friedricha Nietzscheho, který byl vydán v roce 1887. Hlavním tématem spisu je osvětlit základní problém etiky, tj. vymezení pojmů „dobro“ a „zlo“. Na díle jsou taktéž zjevné prvky filosofie života.
Stejně jako pro ostatní Nietzscheho díla, platí i pro Genealogii morálky, že se jedná o spis psaný ve velmi osobitém stylu. Vyskytují se v něm prvky ironie, útočné pasáže a literární obraty (jejichž užívání souvisí s Nietzscheho filologickým zaměřením). K Nietzscheho stylu patří i neucelená forma psaní.

## Předmluva
Nietzsche říká, že bude navazovat na svůj spis Lidské, příliš lidské (1878). Vzápětí představuje základní otázku Genealogie morálky: „Jakého původu je vlastně dobro a zlo?“ Dále chce odpovědět na to, kdy a za jaké situace vznikly tyto dvě kategorie lidského chování. A v neposlední řadě se Nietzsche táže, jestli je takovéto morální hodnocení vůbec prospěšné pro člověka a jestli současná morálka není právě ta špatná.

## První pojednání: „Dobré a zlé“, „dobré a špatné“
Nietzsche nevěří anglickým psychologům, kteří spatřují vznik morálky ve zvyku. Pravdu prý neměli ani angličtí utilitaristé, když ztotožňovali pojem „dobré“ s pojmem „užitečné“, ani Herbert Spencer, který tvrdil, že „dobré“ je to, co je „účelné“.
Pro Nietzscheho je původním významem „dobrého“ to, co je výsledkem panství. Etymologicky to má dokazovat většina jazyků, kde „dobrý“ znamenal „privilegovaný, „ušlechtilý“, „vznešený“. (např. latinské „bonus“ vykládá Nietzsche jako „válečník“). Proti tomuto však má vystupovat tzv. „stádní instinkt“ a „svědomí“.
A tak se zhruba od 16. století, tj. od období reformace, význam „dobrého“ mění ve zcela opačný, než jakým původně byl. Nyní je „dobrým“ člověkem člověk nejlépe „asketický“, který se chová podle přesně stanovených pravidel, které mu byly nařízeny. Původcem tohoto obratu je tzv. „kněžská kasta“, přesněji řečeno Židé. Proč právě Židé chtěli přetvořit základní morální hodnocení? Protože se chtěli podle Nietzscheho vzbouřit a pomstít pánům a jejich morálce a tím pádem vytvořili „otrockou morálku“, tj. morálku vhodnou pro slabé jedince.
„Byli to Židé, kteří se proti aristokratické rovnici hodnot (dobrý = veselý = mocný = krásný = šťastný = bohulibý) odvážili s hrozivou důsledností prosadit… a také udržet pravý opak… pouze ubozí jsou dobří, pouze chudí,  bezmocní, nízcí jsou dobří...“
Tato vzpoura původně bezmocných začala „resentimentem“ – převrácením hodnot, které je úmyslnou mstivou reakcí těch, kteří si nedokážou přiznat, že zkrátka nejsou pány. Takže „dobrý“ člověk už není „vznešený“, ale „podřízený“. Tímto se alespoň částečně kněžská kasta dostala k moci. Definitivně se resentiment projevil právě v 16. století s nastolením nových, pro Nietzscheho záměrně falešných ideálů. Ideálem se stala např. „slabost“, místo toho, aby jím byla „síla“. Pro Nietzscheho je resentiment jakousi deformací lidské přirozenosti, která nemá být slabá, ale vznešená, silná.
„Tihle slabí – jednou chtějí totiž i oni být silní, o tom není sporu, jednou má přijít i jejich „království“ – „království boží“.“
Za vzor vznešenosti Nietzsche považuje antický Řím, který však později podlehl židovskému vlivu. Posledními „zbytky“ vznešenosti v Evropě byli Francie v 17. a 18. století, potažmo následně Napoleon.
Filosofie se má zaměřit na dějiny morálky, problém hodnot a jejich hierarchii.

## Druhé pojednání: „Vina“, „špatné svědomí“ a příbuzné věci
Zde Nietzsche oroduje za suverénního jedince, který si uvědomuje svou odpovědnost. Takový jedinec má autonomní vůli a je původcem svých činů a zároveň za tyto činy ručí. Na druhé straně stojí jedinci, kteří nejsou svobodní, jsou v pasti mravnosti a tím pádem se stávají vypočitatelnými.
Veškeré mravní hodnoty („dluh“, „vina“, „svědomí“, „povinnost) byly draze, krutě a dlouho vštěpovány do hlav. „Špatné svědomí“ vymysleli tzv. „genealogové morálky“. Určitá míra násilí dříve ve světě neškodila, naopak. Dnes máme nedostatek násilí a zavrhujeme svou pudovost – tím trpíme. A Trpící člověk má tendenci si vytvářet bohy, aby si dokázal ospravedlnit svou situaci. Takový člověk má strach, který je vlastně původcem potřeby vytvářet si bohy.
„Kdo vůbec má na svědomí vynález „špatného svědomí“, - člověk resentimentu!“
Nietzsche se opakuje, vše určuje „vůle k moci“. Špatné svědomí vzniklo touhou někoho omezit lidskou svobodu, touhou ovládat. Křesťanství, což je nová podoba židovského vlivu, donutilo člověka cítit provinění vůči bohu. Tím se člověk obrací mimo tento svět, žije proti své přirozenosti – pudovosti a to Nietzsche nazývá nihilismem.

## Třetí pojednání: Co znamenají asketické ideály?
Vůle potřebuje vždy nějaký cíl, tím rozhodně není askeze (tím se liší od Schopenhauera, který askezi vnímá jako únik před zlou, nenasytnou vůlí, pro Nietzscheho je vůle pozitivní). Co znamenají asketické ideály?
Vyznávat nějaký asketický ideál znamená ve skutečnosti touhu uniknout nějakým mukám. Člověk by měl tyto muky, překážky odstraňovat a překonávat. Teprve pak se člověku dostane svobody. To se nicméně nepovedlo některým filosofům, kteří dokonce přijali křesťanství a vystupovali jako oni „asketičtí kněží“.
„Asketický život je vnitřním rozporem: panuje tu resentiment, jaký nemá obdoby, resentiment nenasyceného instinktu a vůle k moci, který by chtěl opanovat.“
Asketické ideály produkují hnus z člověka a zároveň soustrast s člověkem. Všichni lidé, kteří jsou zhnusení ze svého vlastního života, se snaží toto zhnusení předat ostatním právě formou asketických ideálů. Chtějí v člověku vyvolat falešné ctnosti, např. soucit – pakliže jsou úspěšní, tvoří další lidi resentimentu. Člověk pak utlumuje svou vůli. Tím vzniká onen „nihilismus“ – „vůle k nicotě“.
Asketičtí kněží jsou v podstatě jen trochu silnějšími lidmi resentimentu, kteří si pomocí asketických ideálů, špatného svědomí a převracení hodnot upevňují své postavení a vůli k moci. Asketické ideály jsou nebezpečné, protože jsou prezentovány jako dogmatické, tedy takové, které nepřipouští existenci jiné alternativy.
I věda je nakažena asketickým ideálem. Nietzsche říká, že ve vědě dochází od Koperníka postupem času k „umenšování člověka“. Do popředí se dostávají nějaká objektivní fakta, z kterých se následně dělají dogmata.
Asketickému ideálu se chtěl Nietzsche ještě věnovat v díle Vůle k moci.
Nietzscheho závěrem je, že asketický ideál znamená „vůli k nicotě“, tedy „vzepření se životu“.